# ドキ!ドキ!遊園地
『ドキ!ドキ!遊園地 クレイジーランド大作戦』（どきどきゆうえんち - くれいじいらんどだいさくせん）は、1991年8月9日にバップから発売されたファミリーコンピュータ用ゲームソフト。開発はKIDが担当。
1993年には、主人公をはじめとした一部のキャラグラフィックなどを変更し、『The Trolls in Crazyland』（NES）としてASC Gamesより欧州限定で発売された。

## 概要
遊園地を舞台とした横スクロールアクションゲーム（一部ステージでは縦スクロールになる箇所もある）。主人公の少年「ポンポン」が、囚われの身となっているガールフレンド「リル」を助けに遊園地「クレイジーランド」に乗り込み、黒幕である大魔王オタキングを倒すのが目的となる。

## ゲーム内容

### システム
主人公のポンポンはボールを蹴ることで敵に攻撃する。地上にいる時のボールの軌道は主人公の蹴った方向へ真横に動くが、上キーを押しながら攻撃すると軌道が多少上向きに飛ぶ。ジャンプ中に上キーを押しながら攻撃すると、真上にボールが飛ぶ。
初期状態（青/主人公の色。以下の（）内の色も同様）でのボールは野球ボールほどの大きさしかなく攻撃力も低いが、ダメージを受ける毎に、ボール2WAY（緑）→サッカーボール（黄/攻撃力はボールの2倍）→サッカーボール2WAY（赤）と攻撃範囲や威力が強化される。赤の状態でダメージを受けるか、状態に関係なく穴や水場に落下すると1ミスとなる。
道中ではトロッコに乗って進むステージがいくつか存在する。Bボタン長押しでトロッコが加速するが、なかには事前に加速しておかないと届かない大ジャンプを要する箇所もある。
また本作はパスワード制を採用している（ステージ開始前に表示）が、仕様でステージ3の途中までしか表示されない（以降は“????”と表示される）。また、ゲームオーバー時のコンティニューにも回数制限がある。

### アイテム
主に雑魚敵を倒すことで出現する。一部はトロッコステージの道中で落ちている。
- コイン - スコアに1000点加算される。100枚取る毎に1UPする。
- ハート - ダメージを受けてる状態から一段階回復する。
- 時計 - 一定時間敵の動きが止まる。
- 鳥 - 出現するとポンポンの周りを飛び回る。敵が現れると、その敵めがけて突進する。
- 1UP - ポンポンの顔の形をしている。残機が1つ増える。

## 登場キャラクター

### 味方キャラクター
ポンポン（PONPON）
- 主人公の少年。リルを救うべく、遊園地「クレイジーランド」に乗り込む。

リル（LIRU）
- ポンポンのガールフレンドで本作のヒロイン。大魔王オタキングによって囚われの身となっている。

### ボスキャラクター
WAHOHO!
- ステージ1のボス。インディアンのような顔つきをしている。鉄球を吐いて攻撃してくる。

TAISYOU
- ステージ2のボス。タイトル画面にも登場する大型のサル（遊“園”地と“猿”（音読みがエン）をかけている）。頭上から木の実を投げつけてくる。地上に降りると突進する。

WILLARD
ステージ3のボス。ガイコツの海賊。片腕のフックを使って攻撃する。
TAMA
ステージ4のボス。巨大な化け猫の顔面。口から炎を吐いて攻撃する。
SWENNER
ステージ5のボス。魔法使い。空中から火炎弾を降らせる。
OTAKING
最終ボス。稲妻で攻撃したり、口から炎を吐いてポンポンに襲い掛かる。

## スタッフ
- 企画：細田邦治
- プログラム：かわもとのりひさ
- グラフィック：*E*、かわいまさお
- サウンド：塩田信之
- デバッガー：きむらまさあき、さいとうはじめ、ののうえたけし
- スペシャル・サンクス：おかもとはるお、今関裕司、市川久祥、高木章次、井上智元、矢川忍、いちかわなおこ、ほそだてるみ、Miss.Etsuko

## 評価
ゲーム誌『ファミコン通信』の「クロスレビュー」では、5・5・6・5の合計21点（満40点）となっており、『ファミリーコンピュータMagazine』の読者投票による「ゲーム通信簿」での評価は以下の通りとなっており、19.2点（満30点）となっている。
| 項目 | キャラクタ | 音楽 | お買得度 | 操作性 | 熱中度 | オリジナリティ | 総合 |
| 得点 | 3.4        | 3.1  | 3.0      | 3.1    | 3.3    | 3.6            | 19.2 |